# 原田健一
原田 健一（はらだ けんいち、1956年 - ）は、日本の人文学者、新潟大学教授。専攻、メディア史、マス・コミュニケーション理論。
映像・音楽の制作、プロデュースをおこなう。1992年より和歌山県田辺市の南方熊楠旧邸の調査に従事。『熊楠研究』編集委員。2005年東洋大学大学院博士課程修了、「ブルーマー映画論の研究 映画の普及過程における受け手」で社会学博士。2010年新潟大学人文学部教授。

## 著書
- 『南方熊楠 進化論・政治・性』平凡社、2003
- 『映像社会学の展開 映画をめぐる遊戯とリスク』学文社、2007

## 共編著
- 岡本清造『岳父・南方熊楠』飯倉照平共編 平凡社、1995
- 『岡田桑三映像の世紀 グラフィズム・プロパガンダ・科学映画』川崎賢子共著.平凡社、2002
- 『占領期雑誌資料大系. 大衆文化編』全5巻 山本武利編者代表 石井仁志、谷川建司共編 岩波書店 2008-09